# Katholische Erwachsenenbildung Hessen – Landesarbeitsgemeinschaft

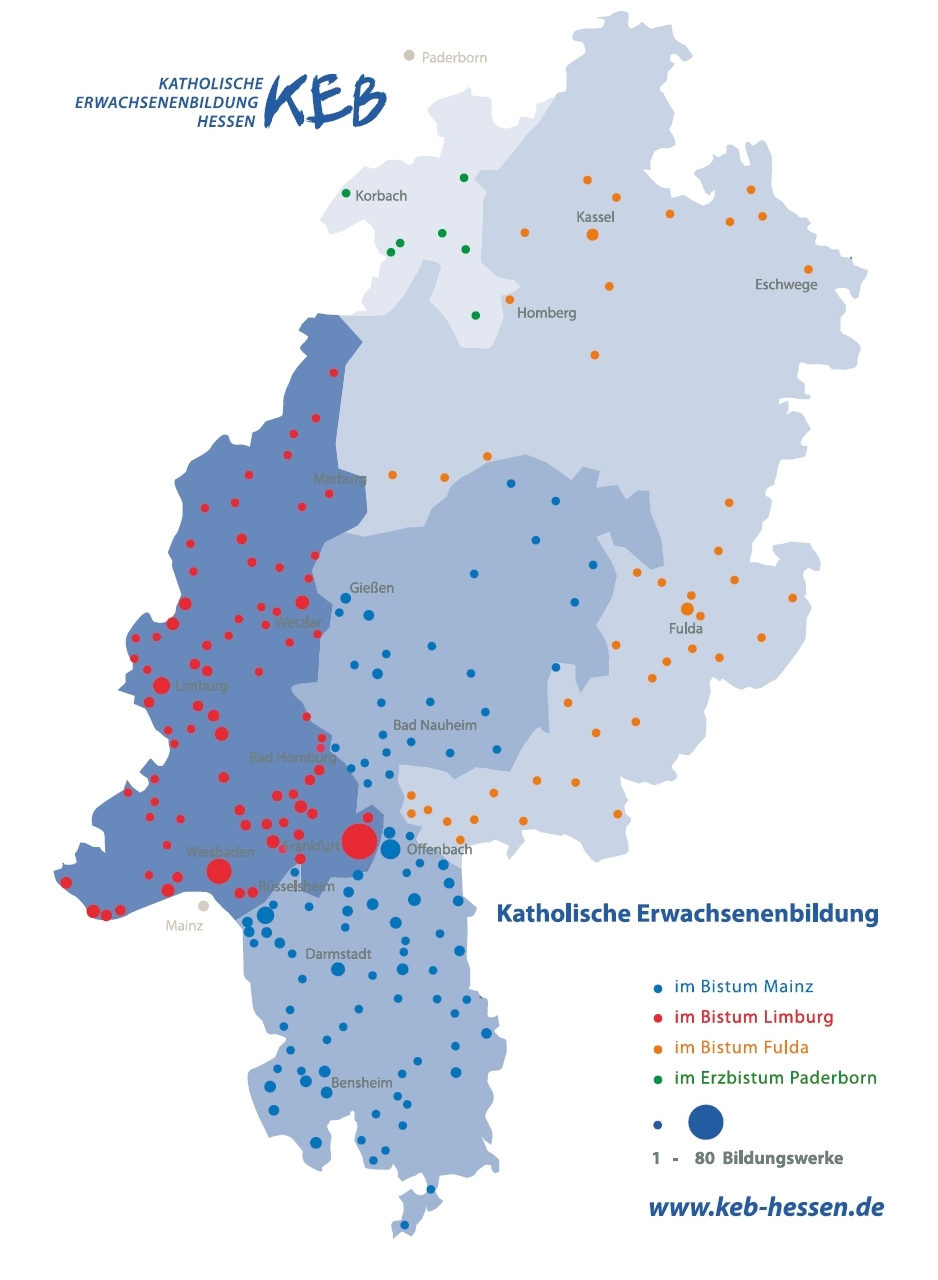
Standorte

Die Katholische Erwachsenenbildung Hessen – Landesarbeitsgemeinschaft e. V. (KEB Hessen) ist ein gemeinnütziger Verein mit Sitz in Frankfurt am Main und ein Zusammenschluss katholischer Träger von Erwachsenenbildung in den hessischen Diözesen Fulda, Limburg, Mainz und Paderborn mit Sitz im Haus am Dom in Frankfurt am Main. Die KEB Hessen ist Mitglied der Katholischen Bundesarbeitsgemeinschaft für Erwachsenenbildung und der Arbeitsgemeinschaft katholisch-sozialer Bildungswerke (AKSB).

## KEB Hessen

### Bedeutung
Das Land Hessen fördert nach dem Hessischen Weiterbildungsgesetz neben den Volkshochschulen insgesamt neun Freie Träger, von denen die KEB Hessen der zweitgrößte ist.
Zur KEB Hessen gehören die Bildungswerke der Diözesen Fulda, Limburg, Mainz und Paderborn mit ihren Untergliederungen, die Bildungswerke der katholischen Verbände, die LAG Katholische Familienbildungsstätten, die Katholische Büchereiarbeit sowie die Katholische Akademie des Bistums Fulda. Sie ist Mitglied der Katholischen Bundesarbeitsgemeinschaft für Erwachsenenbildung (KBE) und hat Sitz und Stimme im Landeskuratorium für Weiterbildung, einem Beratungsorgan des hessischen Kultusministeriums. Die KEB Hessen ermöglicht im Föderalismus der BRD mit der Kulturhoheit der Länder und dem geltenden Subsidiaritätsprinzip katholische Erwachsenenbildung in Hessen.
Der aktuelle Vorsitzende der KEB Hessen ist Johannes Oberbandscheid (Bistum Limburg). Elisabeth Eicher (Bistum Mainz) und Gunter Geiger (Bistum Fulda) sind seine derzeitigen Stellvertreter (Stand: 2017).

### Aufgabe
Die KEB Hessen vertritt die gemeinsamen Interessen der Katholischen Erwachsenenbildung auf Landesebene, verteilt die Fördermittel des Landes unter den hessischen Bistümern und führt das Anerkennungsverfahren für Bildungsurlaubsveranstaltungen durch.

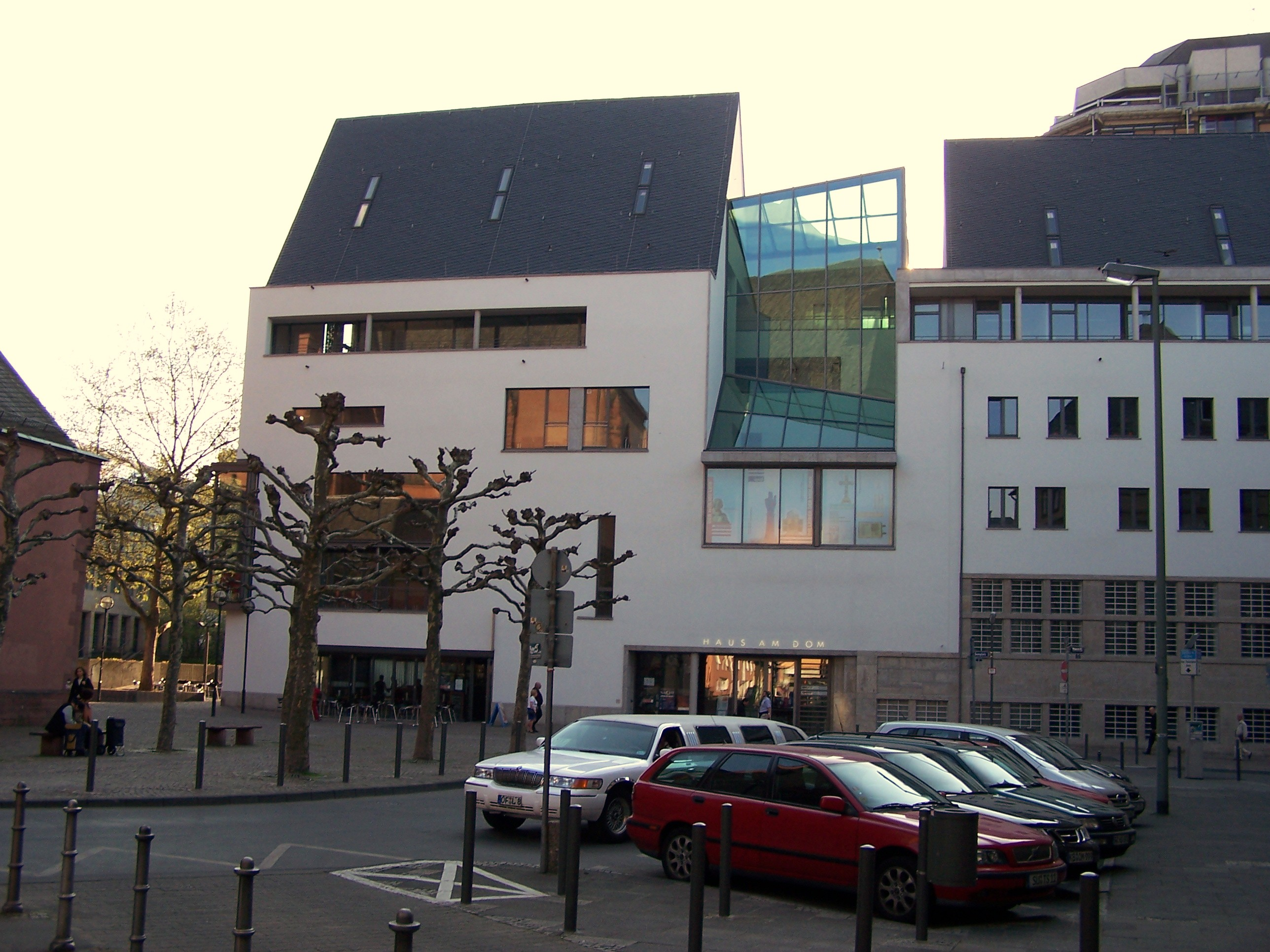
Haus am Dom, Frankfurt am Main, Sitz der KEB Hessen

Das Bildungsangebot der KEB Hessen umfasst Inhalte, die nach Ansicht der KEB die Entfaltung der Persönlichkeit fördern, die Fähigkeit zur Mitgestaltung des demokratischen Gemeinwesens stärken und die Anforderungen der Arbeitswelt bewältigen helfen sollen. Es umfasst die Bereiche der allgemeinen, politischen, beruflichen und kulturellen Weiterbildung sowie der Weiterbildung im Zusammenhang mit der Ausübung eines Ehrenamtes und schließt die Vorbereitung auf den Erwerb von Schulabschlüssen sowie Gesundheitsbildung, Eltern, Familien- und Frauen- und Männerbildung ein. In Hessen gibt es das Recht der Arbeitnehmer auf Freistellung von der Arbeit unter Fortzahlung des Arbeitsentgelts, um an einem anerkannten Bildungsurlaubsseminar zur politischen oder beruflichen Weiterbildung teilzunehmen. Die KEB Hessen ist gesetzlich anerkannter Träger von Bildungsurlaubsveranstaltungen.
Bereits der Anfang der 1990er Jahre begonnene „Konsultationsprozess“ und das folgende Gemeinsame Wort der Kirchen zur wirtschaftlichen und sozialen Lage zeigten die große Bedeutung der KEB Hessen für Kirche und Gesellschaft auf. Nach Erscheinen des „Sozialwortes“ gab es zahlreiche Einführungsveranstaltungen. Bischof Franz Kamphaus erteilte z. B. dem Neoliberalismus eine Absage und forderte soziale Gerechtigkeit in Wirtschaft und Gesellschaft. Veranstaltungen zur Soziallehre stellten und stellen einen Schwerpunkt der KEB Hessen dar – derzeit auch als blended-learning Kurse.
Nach der soziologischen Untersuchung KEB Hessen der Agentur Meinhardt (Idstein, 2009) erhalten die Leistungen der Mitglieder der KEB Hessen, ihrer Untergliederungen und Mitgliedsverbände eine sehr gute Beurteilung. Als zentrale Ergebnisse der Untersuchung werden die sehr gute Qualität der Veranstaltungen, angemessene Teilnahmepreise sowie die hohe Zahl von Männern und älteren Frauen, die durch die Weiterbildung am gesellschaftlichen Leben teilhaben können, genannt. Unter den Teilnehmenden sind rund 37 Prozent Nichtkatholiken. Nach eigenen Angaben führte die KEB Hessen im Jahr 2016 4.062 Veranstaltungen mit 40.950 Unterrichtsstunden und 80.358 Teilnehmenden durch. Die flächendeckende Präsenz gewährleistet auch in dünner besiedelten Gebieten ein gutes Angebot von Veranstaltungen der Erwachsenenbildung. Der KEB Hessen kommt damit nach o. g. Untersuchung eine wichtige Funktion bei der Arbeit gegen die Milieuverengung der Katholischen Kirche zu. Die Befragten assoziierten Begriffe wie „Neue Erfahrungen“, „Weiterbildung“, „Kultur“, „Information“ u. a. überdurchschnittlich mit der KEB Hessen. Die Untersuchung bewertet dieses Ergebnis als positives Image und schließt mit Empfehlungen und Anregungen für die Entwicklung eines strategischen Gesamtkonzeptes zur Ansprache neuer Teilnehmergruppen mit weiteren Themenfeldern.
Die Ansprache neuer Teilnehmergruppen gewinnt an Bedeutung und wird durch verschiedene Angebote unterstützt. Eine jüngere Programmanalyse von 2013, welche die Profile konfessioneller Erwachsenenbildung in Hessen untersucht, kommt dabei zu dem Schluss, dass die Angebote der katholischen Erwachsenenbildung ein breites Spektrum an Themenfeldern, Referenten und Zielgruppen abdecken. Die Orte und Zeiten, an denen Bildungsarbeit geschieht, sind aufgrund der kirchlichen Infrastruktur in Hessen ebenfalls stark ausdifferenziert.
In den vergangenen Jahren hat die KEB Hessen darüber hinaus Gemeinschaftsprojekte mit HESSENCAMPUS auf den Weg gebracht. So erhielten 2015 Kursteilnehmer des Projekts „Religion als Ressource in der sozialen Arbeit“ Einblicke in unterschiedliche orientalisch-christliche und muslimische Lebenspraktiken, um der Frage nachzugehen, wie Potentiale religiöser Menschen als Ressource etwa zur Stärkung von Resilienz oder in der Konfliktprävention genutzt werden können. Bewusst die Religion ins Zentrum der Überlegungen von Integration zu nehmen, stellt einen innovativen Ansatz dar, den die KEB Hessen als Pionier verfolgte und durch das Projekt „Geflüchtete in Schule und Sozialer Arbeit“ für haupt- und ehrenamtliche Flüchtlingshelfer 2016 fortschrieb. Durch diese Positionierung für ein Miteinander der Religionen und zur Stärkung interreligiöser und interkultureller Kompetenz will sich die KEB Hessen auch bewusst in die aktuelle gesellschaftliche Debatte einbringen. Die vom Hessischen Kultusministerium geförderte Zusammenarbeit mit HESSENCAMPUS wird 2017 im Projekt „Kultursensibilität Lernen. Interkulturelle Kompetenzen für die berufliche Praxis“ weitergeführt.

### Geschichte
Barbara Wieland (Frankfurt, 2009) untersuchte u. a. die Wiederaufnahme von Aktivitäten der Erwachsenenbildung und notwendige Neugründungen nach dem Zweiten Weltkrieg. In Wiesbaden wurde schon 1945 der „Zentralausschuss der Katholiken Wiesbadens“ primär zur Erwachsenenbildung gegründet. Die katholischen Verbände nahmen nach dem Verbot der Betätigung durch die Nationalsozialisten ihre Arbeit 1945/46 unter den besonderen Schwierigkeiten in einem zerstörten Land wieder auf. Die Frankfurter Volksarbeit erhielt am 23. November 1946 durch das Bistum Limburg den offiziellen kirchlichen Status als „Katholische Aktion“ (KA). Die hessischen Bistümer gründeten am 23. Oktober 1950 die Frankfurter Sozialschule und am 16. Januar 1957 die Akademie Rabanus Maurus. „Es sollte ein Beitrag zum inneren Aufbau einer christlich fundierten demokratischen Gesellschaft geleistet werden. […] Es geht um eine Gespräch in den Binnenraum der Kirche hinein und um ein Gespräch mit Wissenschaft, Kultur und Wirtschaft.“
Die Gründung der KEB Hessen am 13. Februar 1959 im Haus der Volksarbeit in Frankfurt als Landesarbeitsgemeinschaft für Katholische Erwachsenenbildung in Hessen steht in diesem historischen Kontext. Gründungsmitglieder waren Alexander Stein, die Frankfurter Sozialschule, Georg Gebhardt, die Rabanus-Maurus-Akademie, Vertreter der Diözesanbildungswerke Mainz, Limburg und Fulda sowie Vertreter der katholischen Verbände. Die bischöflichen Referenten für Erwachsenenbildung Walther Kampe, Weihbischof von Limburg, Eduard Schick, Bischof von Fulda (1975–1982) und Ernst Strasser, Domkapitular Mainz, waren gleichfalls Gründungs- und kraft Amtes Vorstandsmitglieder.

## Katholische Erwachsenenbildung im Bistum Fulda

### Bedeutung
Die Katholische Erwachsenenbildung im Bistum Fulda deckt ein breites Spektrum an Bildungsveranstaltungen ab. Angebote umfassen unter anderem die Bereiche Religion und Theologie, Gesellschaft und Politik, Ethik und Medizinethik, interkultureller und interreligiöser Dialog sowie Kunst, Kultur und Kreativität.

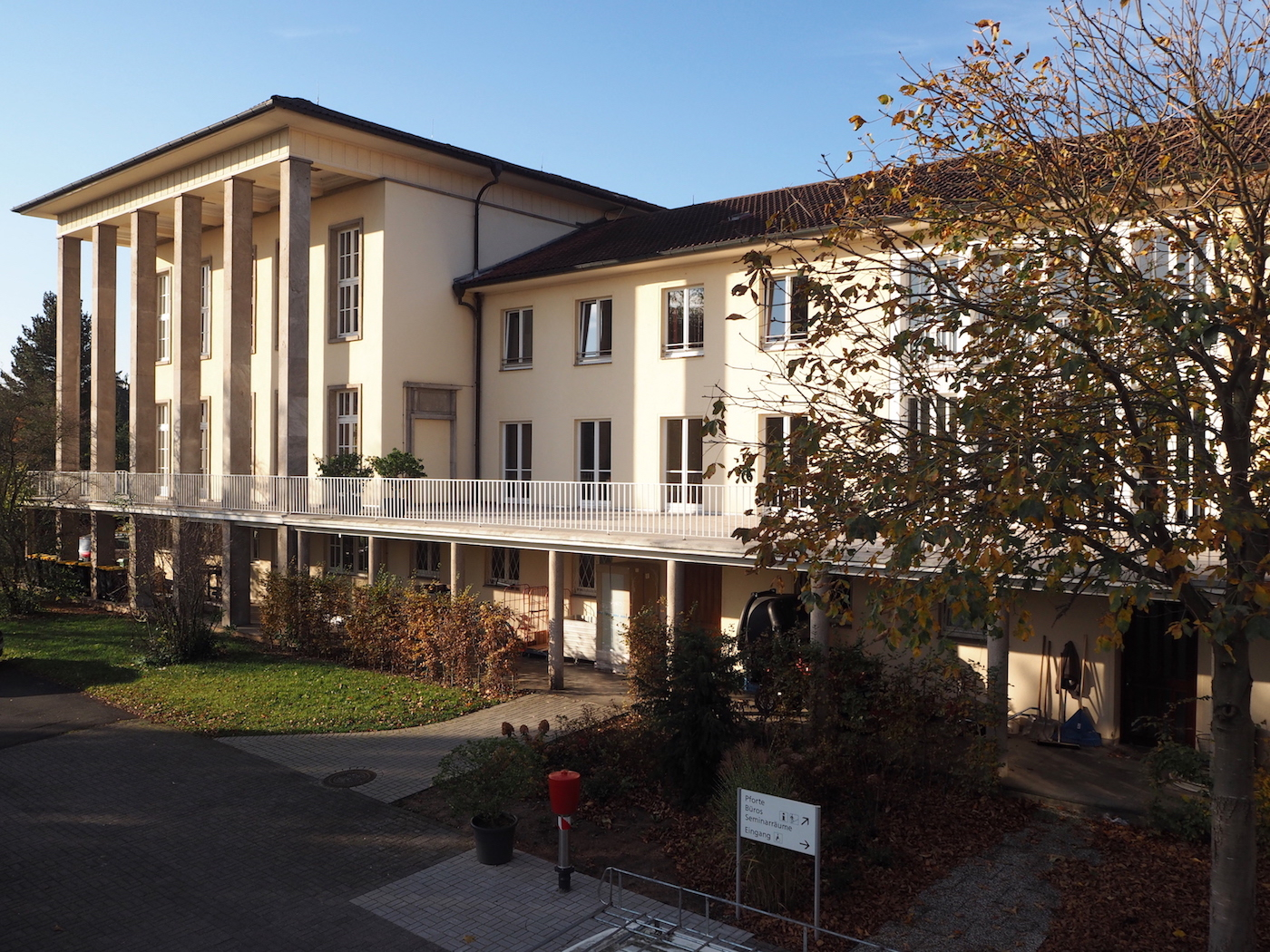
Rückansicht des Bonifatiushauses

### Aufgabe
Die Katholische Erwachsenenbildung im Bistum Fulda hat ihren Sitz an der Katholischen Akademie des Bistums Fulda im Bonifatiushaus. Das Bildungsangebot im Bereich Erwachsenenbildung umfasst Akademieabende, Studientage, Workshops und offene Tagungen für alle Interessierten. Einwöchige Seminare zur Behandlung gesellschaftspolitischer Fragen werden Arbeitnehmern als Bildungsurlaubsveranstaltungen angeboten. Tagungen mit politischen, theologischen und philosophischen Themen sind insbesondere für Studenten und junge Berufstätige konzipiert. Für Beschäftigte in karitativen Berufen werden zum Teil mehrwöchige Veranstaltungen zur beruflichen Weiterbildung durchgeführt.

Die Bildungsarbeit ist dabei geprägt von einem ganzheitlichen christlichen Menschenbild, das die unantastbare Würde jeder Person als göttliches Ebenbild ins Zentrum stellt. Ihr Anspruch ist es, Gesellschaft im Sinne der befreienden Botschaft des Evangeliums aktiv mitzugestalten. Folgender Leitsatz prägt die Akademiearbeit:
„Gesellschaft aktiv und demokratisch durch Bildung und Dialog auf dem Fundament des christlichen Glaubens mitgestalten – zum Wohle aller.“

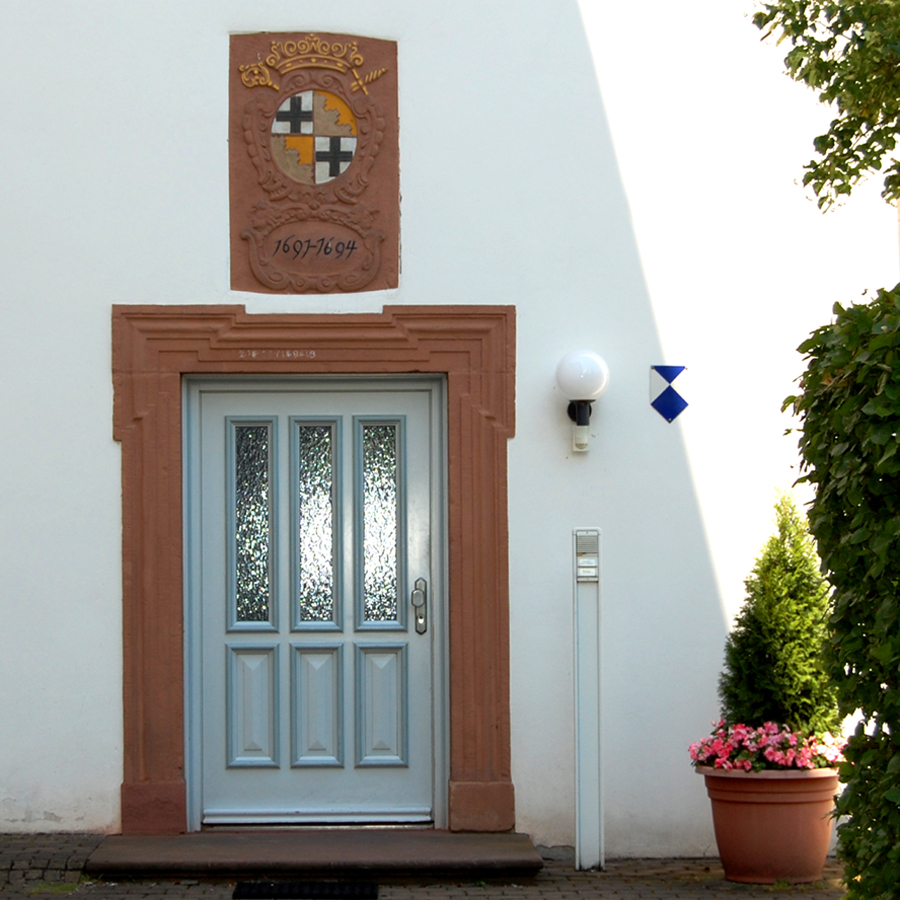
Eingang des Bildungs- und Exerzitienhauses Salmünster mit Wappen des Fürstabtes von Fulda Placidus von Droste (1678–1700) und den Jahreszahlen des 1. Bauabschnitts des Franziskanerklosters Salmünster.

Im Bildungs- und Exerzitienhaus Salmünster findet religiös-theologische Bildungsarbeit statt.
Das Bildungsforum St. Michael in Kassel ist die Einrichtung für katholische Erwachsenenbildung des Bistums Fulda in Kassel. Es versteht sich als Ort der Bildung, der Begegnung und der Besinnung. Als Institution der Abteilung Bildung und Kultur widmet sich das Bildungsforum auf der Grundlage des christlichen Gottes- und Menschenbildes gesellschaftsrelevanten Themen aus der Politik, Medizinethik und Literatur sowie Fragen nach Theologie, Glauben und Kirche, Kunst und Musik.
In den Regionen Marburg und Kassel finden zur Zeit Umstrukturierungen statt. 

### Geschichte

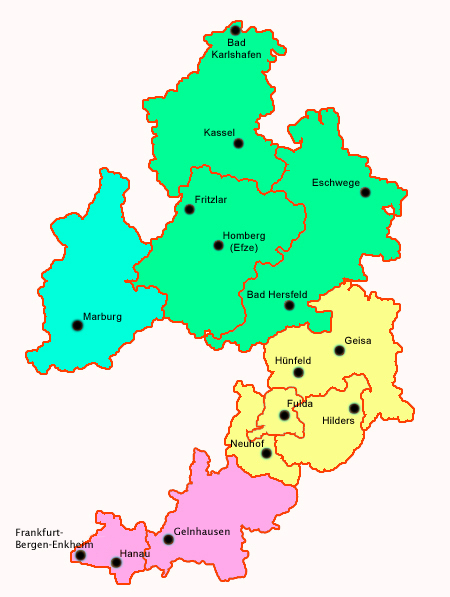
Das Adolph Kolping Haus in Kassel, das Bildungs- und Exerzitienhaus in Salmünster und das Johanneshaus in Amöneburg betreuen die Regionen.

Die erste diözesane Bildungsstätte in Fulda entstand 1938, zunächst unter dem Namen „Einkehrhaus Fulda“, später als „Christkönigshaus“ mit eigener Kapelle, im Institut der Englischen Fräulein. Der Beginn des Zweiten Weltkriegs beeinträchtige jedoch die weitere Bildungsarbeit, da in den Räumen des Hauses ein Lazarett eingerichtet wurde. Um nach dem Krieg auf die Folgen der nationalsozialistischen Propaganda zu reagieren, errichtete der Bischöfliche Stuhl am 27. August 1948 ein neues Schulungsheim, welches unter das Patronat des Hl. Bonifatius gestellt wurde. Das Bonifatiushaus wurde Zentrum für Einkehrtage, Kurse und Tagungen zur religiösen und sozialen Schulung von Erwachsenen und Jugendlichen. Es stand kirchlichen Gruppen als Unterkunft offen, bot zum damaligen Zeitpunkt aber noch kein eigenständiges Programm an. Da die räumlichen Grenzen schnell erreicht waren, errichtete das Bistum wenige Jahre später auf dem Ökonomiegelände des früheren Benediktinerpriorates St. Andreas in Fulda-Neuenberg einen Neubau für das Bonifatiushaus. Bischof Johannes Dietz übergab ihn 1954, dem Jahr des Bonifatiusjubiläums und des Deutschen Katholikentages in Fulda, seiner Bestimmung.

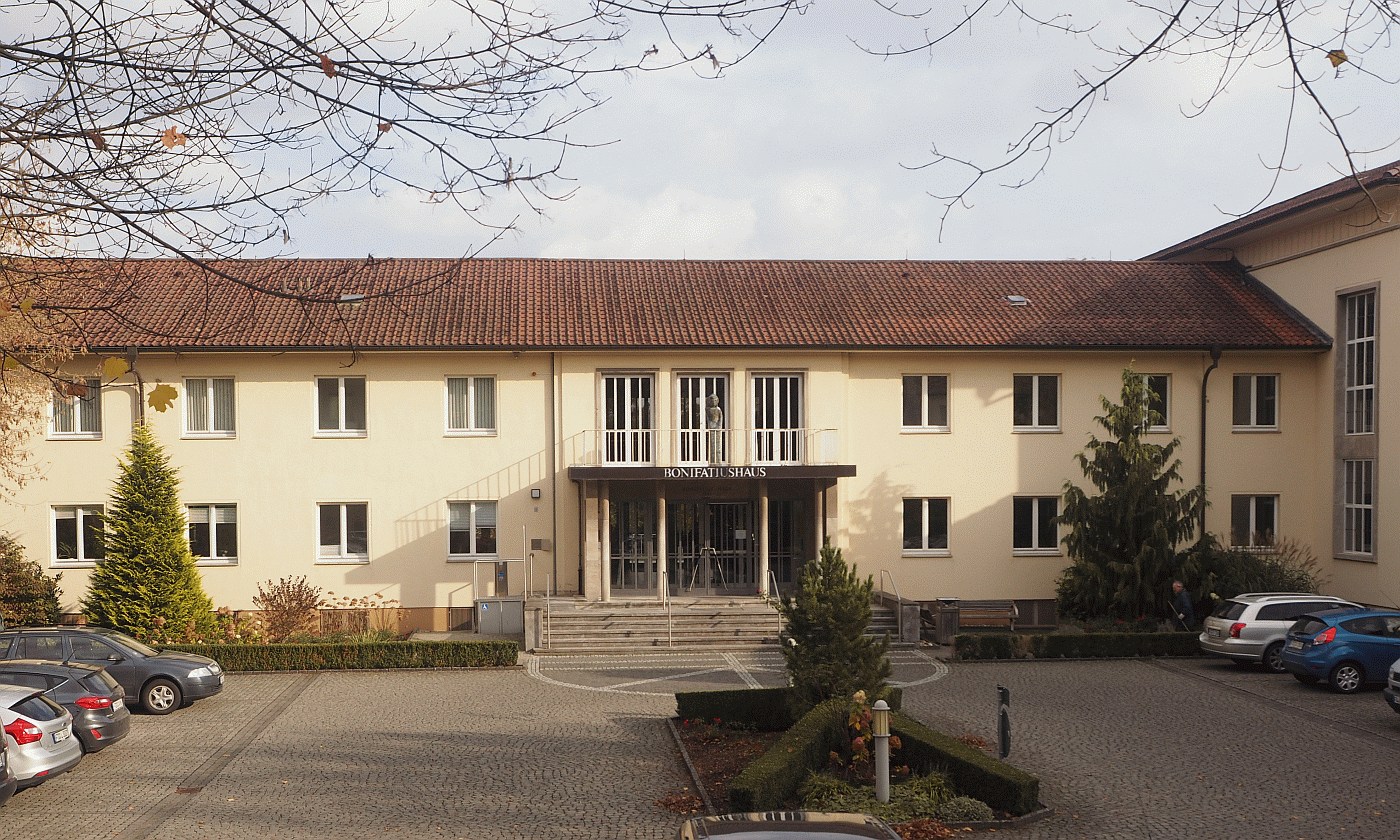
Das Bonifatiushaus heute

In der Folgezeit wandelte sich das Bonifatiushaus von einem Schulungsheim zu einer offenen Bildungsstätte und bot ab 1970 als „Haus der Weiterbildung der Diözese Fulda“ ein eigenständiges Bildungsangebot an. Die Ausdehnung der Bildungsarbeit finanzierte sich neben Diözesanmitteln und Teilnehmerbeiträgen auch aus Zuschüssen für politisch-soziale Bildungsarbeit, u. a. von der Bundeszentrale für politische Bildung. Im November 1980 wurde von Bischof Schick einen Erweiterungsbau eingeweiht. Mit Rücksicht auf die Bausubstanz der Klosteranlage gruppierte sich der Neubau um ein Atrium, das einen Kreuzgang nachahmt und gleichzeitig die klassische Bauform von Akademiegebäuden aufnimmt. 1981 wurde das Bonifatiushaus schließlich, seiner offenen und zielgruppenorientierten Ausrichtung Rechnung tragend, in den Leiterkreis Katholischer Akademien Deutschlands aufgenommen.
In Folge einer Neustrukturierung änderten sich 2021 Leitung und geistliche Begleitung: Marco Bonacker übernahm als Abteilungsleiter die in die neu geschaffene Abteilung Bildung und Kultur eingebettete Akademie, während Domkapitular Thomas Renze als geistlicher Rektor fungiert.
Seit 2004 leitet Gunter Geiger die Akademie. Unter seiner Verantwortung wurde das Bonifatiushaus als Plattform für interreligiöse und interkulturelle Diskurse weiterentwickelt. Der Fokus verschob sich in Richtung gesellschaftspolitischer Bildungsarbeit, mit besonderer Betonung des Dialogs zwischen Glauben, Gesellschaft und Demokratie. Im Januar 2022 wurde die organisatorische Trennung zwischen der Bildungsakademie und dem Tagungshausbetrieb vollzogen.
Im Falle des Bildungs- und Exerzitienhauses Salmünster mussten die Franziskaner auf Grund der Bestimmungen des Westfälischen Friedens ihr ursprüngliches Kloster in Gelnhausen aufgeben. Sie kamen 1650 nach Salmünster. 1694 war der erste Bauabschnitt des Klosters errichtet. Die Klosterkirche St. Peter und Paul wurde 1745 benediziert. Im Kulturkampf ab 1875 wurde der Franziskanerkonvent aufgelöst. In den folgenden Jahrzehnten wurde das Kloster Salmünster unterschiedlich genutzt und von 1990 bis 1992 in ein Bildungs- und Exerzitienhaus umgebaut. Nach 354 Jahren Präsenz in Salmünster verließen die letzten drei Franziskaner am 31. Dezember 2004 Salmünster. Das Bildungshaus wird unter diözesaner Leitung weitergeführt.

## Diözesanbildungswerk Limburg

### Bedeutung
Wieland und Oberbandscheid definieren das „Charakteristische Profil der Katholischen Erwachsenenbildung im Bistum Limburg“ (Frankfurt, 2009) über Handlungsfelder, Unterstützungsfunktion für die Ehrenamtlichen in den Gemeinden, Koordinierungs- und Netzwerkfunktion für Bildungsthemen an der Schnittstelle von Kirche und Gesellschaft und ihre Öffentlichkeitsfunktion.

### Aufgabe
Das Diözesanbildungswerk koordiniert die Bildungsarbeit der elf Bezirke und der Katholischen Verbände im Bistum Limburg. Der Leiter vertritt die Erwachsenenbildungsarbeit auf Bistums-, auf Länder- und auf Bundesebene. Der Vorstand arbeitet mit den Vorsitzenden auf Bezirksebene und den Diözesanvorsitzenden der Verbände zusammen. Ein Mitglied gehört dem Beratungsgremium des Bischofs an.

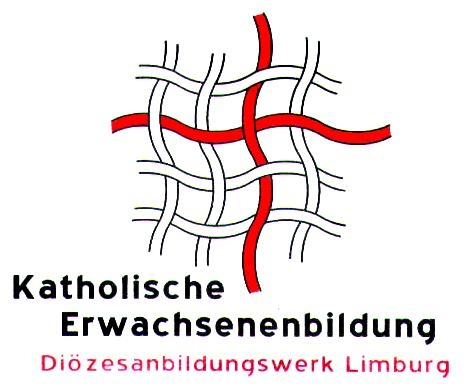
Logo des Bildungswerkes

Seit 2001 hat das Diözesanbildungswerk ein eigenes Logo. Das Kreuz sei der „rote Faden“, das Netz symbolisiere Gemeinsamkeit, Standfestigkeit, Sicherheit und Solidarität. Das eigene Internetportal ist seit 2005 online. Die Themenseiten »60 Jahre Israel« (2008) oder »Paulusjahr« (2008/09) waren auch von Interessierten aus anderen Bistümern sehr gut besucht. Die große Nachfrage nach den internetgestützten Veranstaltungen »Erlebnis Kirchenraum« und »Die Wirtschaft muss dem Menschen dienen« veranlasst dazu, in diese Richtung (blended learning) weiterzuarbeiten.
Mehr als 60 % der Bildungsveranstaltungen 2016 behandelten die Themenbereiche Gesellschaft – Politik – Umwelt (davon umfassen fast die Hälfte den Unterbereich Religion – Ethik). Kultur und Gestalten sind mit 19 % der Veranstaltungsangebote abgedeckt und 13 % sind Veranstaltungen aus dem Themenbereich Gesundheit. Sprachen, Arbeit – Beruf sowie Grundbildung – Schulabschlüsse rundeten das Angebot ab. Kostendeckung wurde erreicht mit Eigenleistungen der Einrichtungen (64 %), den Teilnahmegebühren und Zuschüssen des Kultusministeriums (jeweils 9 %), der Diözese und der Städte und Landkreise (jeweils 5 %) sowie sonstigen Einnahmen (8 %).

### Geschichte
Am 28. Februar 1959 gründeten 24 Personen und Verbände im Kolpinghaus in Frankfurt das Bildungswerk der Diözese Limburg. Wenig später nahm der Vorstand auf seiner konstituierenden Sitzung weitere Verbände als Mitglieder auf. Im Herbst 1961 übernahm Hans Heinrich Lechler, Bildungsreferent bei der Katholischen Aktion, zusätzlich die Tätigkeit des Geschäftsführers des Bildungswerkes. In den folgenden Jahren vereinbarten das Diözesanbildungswerk Limburg und die Katholische Aktion auf jeweils einer gemeinsamen Sitzung ein Jahresthema zur Projektarbeit. Die vielfältigen Themen sollten zeigen, dass die Bildungsarbeit neben Wissensvermittlung auch ein Beitrag der Katholiken zur öffentlichen Meinungsbildung sei. Auf ein Bildungsangebot für Landgemeinden wurde immer besonders geachtet.

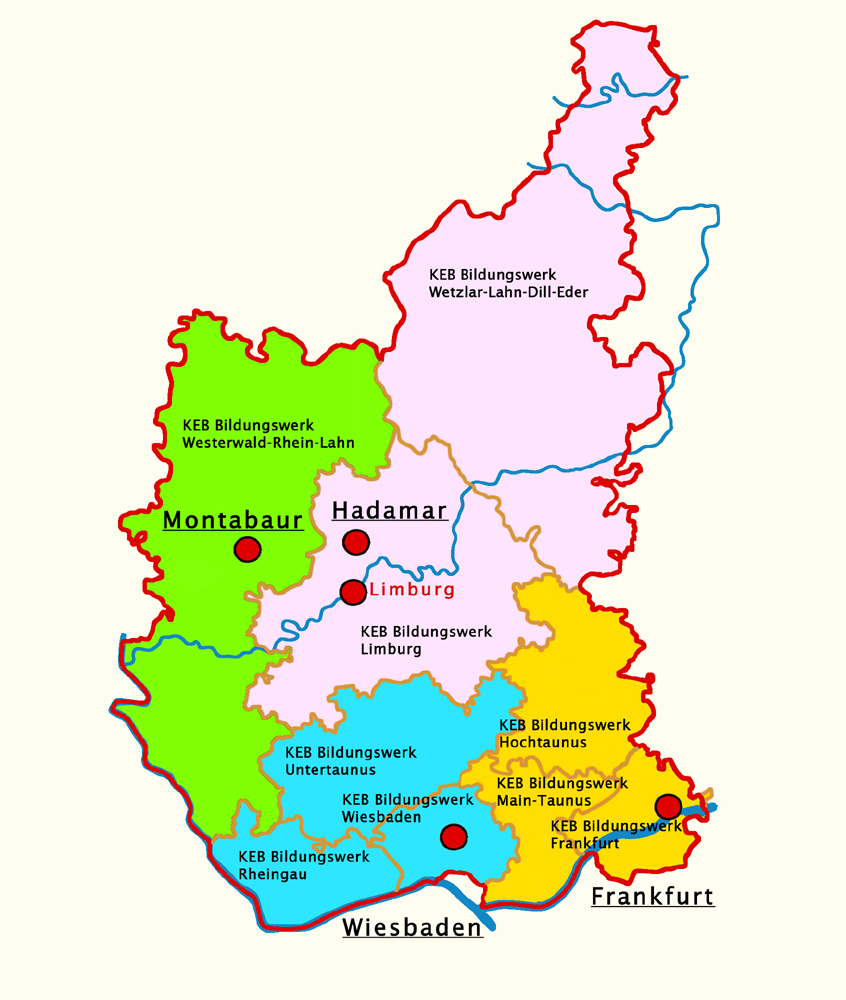
Die 9 Bezirksbildungswerke des Bistums Limburg mit Sitz in Frankfurt, Hadamar, Montabaur und Wiesbaden

Die zunehmende Zahl von Veranstaltungen erforderte Koordinierungsmaßnahmen. Der Vorstand des Diözesanbildungswerkes empfahl den Pfarreien und Organisationen die Gründung von Bildungswerken. Er sah darin auch die Möglichkeit, dort als Bildungsträger auftreten zu können, wo bisher keine Erwachsenenbildung möglich war. Eigenständige Bezirksbildungswerke nahmen erstmals 1966 in den Bezirken der Katholischen Aktion Main-Taunus, Untertaunus, Rhein-Lahn, Unterwesterwald und Oberwesterwald ihre Tätigkeit auf. Nach Einschätzung des Vorstandes würde zukünftig zur öffentlichen Anerkennung als Freier Bildungsträger die Organisationsform Bildungswerk erforderlich werden.
Nach Entwurf einer neuen Synodalordnung wurde das Bistum Limburg im Juni 1969 in elf Bezirke gegliedert. Das Diözesanbildungswerk führte seit Januar d. J. eine Strukturdebatte. Die Notwendigkeit lebenslangen Lernens wurde erstmals explizit formuliert, inhaltliche und methodische Aspekte diskutiert. Am 15. Mai 1973 beschloss die Mitgliederversammlung eine neue Satzung. Zwischen November 1974 und Mai 1975 wurde für jeden Bezirk ein Bezirksbildungswerk gegründet. Erwachsenenbildung war danach auf Pfarreiebene eine Aufgabe des Pfarrgemeinderates; er wählt einen Ausschuss Erwachsenenbildung. Der Bezirkssynodalrat wählt danach seinen Ausschuss Erwachsenenbildung als Bezirksbildungswerk. Ehrenamtliche hatten nun nach dem „Limburger Modell“ hauptamtliche Ansprechpartner. Die Aktivitäten der Erwachsenenbildung in den Pfarreien und Bezirken nahmen zu. Dementsprechend stieg die Zahl der Teilnehmenden an Bildungsveranstaltungen von 77.156 (1974) auf 97.913 (1979). Seit Ende der sechziger Jahre bot die Erwachsenenbildung Gastarbeitern, Strafgefangenen der JVA Diez, alleinerziehenden Müttern und anderen Gruppen von Benachteiligten Hilfen an.
Am 29./30. Juni 1979 wurde das 20-jährige Jubiläum des Diözesanbildungswerks gefeiert. Ernst Leuninger übernahm im Laufe d. J. das Arbeitsgebiet und war bis 1998 als Dezernent u. a. für Erwachsenenbildung verantwortlich. Er sah seine inhaltlichen Schwerpunkte in der theologischen Erwachsenenbildung, Grundwertediskussion, Umweltschutz, Dritten Welt, Kirche und Arbeiterschaft. Die politisch-soziale Erwachsenenbildung sollte über die Gemeinde hinaus in die Gesellschaft hineinwirken und Denkprozesse auslösen. Einige Jahre später bezeichnete die Pastoralkammer des Bistums die Laien als Träger der Erwachsenenbildung. Sie seien berufen, an der Evangelisierung der Welt mitzuwirken. Leuninger bezeichnete die Bildungswerke als wichtige Schnittstelle zwischen Kirche und Gesellschaft. Er stellte 1993 fest, dass sich in Hessen und Rheinland-Pfalz kein anderer Träger von Erwachsenenbildung in den Bereichen Pädagogik / Erziehungsfragen, politisch-soziale Bildung und Religion / Theologie und Kursen „Deutsch als Fremdsprache“ in dem Umfang wie das Diözesanbildungswerk engagiere.
Hans Heinrich Lechler ging 1996 nach 35 Dienstjahren in den Ruhestand. Johannes Oberbandscheid folgte als Leiter des Diözesanbildungswerkes. Nach sinkenden Zuschüssen der Länder und Kommunen verordnete das Bistum Sparmaßnahmen. Der Vorstand des Diözesanbildungswerkes konzentrierte seine Arbeit auf den Erhalt der Bezirksbildungswerke und die Motivation der Ehrenamtlichen. Auf Vorschlag von Oberbandscheid wählte der Vorstand nach mehrjähriger Pause wieder ein Jahresthema. Es wurde als „Erlassjahr 2000“ konkretisiert, auf einem Studientag den Bezirksbildungswerken vorgestellt und zur Aufnahme ins Jahresprogramm empfohlen. Sie boten eine Vielzahl von Themen in über 150 Veranstaltungen flächendeckend an. Auf der Festveranstaltung zum 40-jährigen Jubiläum des Bildungswerks am 19. September 1999 hielt Dirk-Michael Harmsen, Fraunhofer-Institut für System- und Innovationsforschung Karlsruhe, einen Vortrag zum Thema »Zukunft des Lernens: Ergebnisse der Delphi-Studie zu Bildung und Wissen 1996–1998«. Er begründete u. a. die Notwendigkeit des lebenslangen Lernens. Damit konnten sich seine Zuhörer identifizieren und in ihrer Arbeit bestätigt fühlen.
Am 4. September 2002 ließ Bischof Franz Kamphaus für alle überraschend mitteilen, im Bistum grundlegende Veränderungen vornehmen zu wollen. Sie betrafen auch die Erwachsenenbildung in größerem Umfang. Nach Formulierung ausführlicher Gegenargumente, intensiven Diskussionen und einer weiteren Sparvorgabe im Januar 2005 von 1,1 Millionen Euro im Bildungsbereich standen die umzusetzenden Änderungen fest. Die Akademie Rabanus Maurus und die Frankfurter Sozialschule wurden geschlossen, das ehemalige Kloster Nothgottes mit einer alten Kirche der »Gemeinschaft der Seligpreisungen« zur Verfügung gestellt und das Familienferiendorf Hübingen ging in die Trägerschaft eines Fördervereins über. Die Familienbildung wurde endgültig vom Bildungswerk getrennt. Die Leitungen der elf Bezirksbildungswerke wurden an vier Standorten konzentriert: Montabaur (Westerwald, Rhein-Lahn), Frankfurt (Frankfurt, Main-Taunus, Hochtaunus), Wiesbaden (Wiesbaden, Rheingau, Untertaunus) und Hadamar (Limburg, Lahn – Dill – Eder, Wetzlar). Der Erwachsenenbildung standen noch vier Referentenstellen zur Verfügung.
Der Vorstand des Diözesanbildungswerkes nutzte im März 2005 die Chance, das neue Haus am Dom inhaltlich mitzugestalten. Bischof Franz Kamphaus berief im Oktober eine Arbeitsgruppe ein, der auch der neue Direktor Joachim Valentin und die Vorsitzende des Diözesanbildungswerkes Barbara Wieland angehörten. Die Erwachsenenbildung wurde dem neuen Dezernat »Bildung und Kultur« zugeordnet. Das Diözesanbildungswerk behielt seine satzungsgemäße Struktur, die Zahl der Stellen für die Bezirke wurde nicht erhöht, mit den Referenten des Akademischen Zentrums Rabanus Maurus wurde eine Zusammenarbeit vereinbart.

### Bezirksbildungswerke
Das differenzierte Bildungsangebot der katholischen Erwachsenenbildung ist ein Handlungsfeld kirchlichen Wirkens in differenzierter Gesellschaft. Gemeinde bzw. Pastoraler Raum bilden einen zentralen Ort der Erwachsenenbildung in katholischer Trägerschaft. Bildungsarbeit aktiviert Menschen, schafft Zugangswege zur Kerngemeinde, schafft Möglichkeiten, sich zu engagieren und an Prozessen in der Pfarrgemeinde teilzunehmen und bietet die Chance zu Kontakt und Vernetzung. Personen in Erreichbarkeit gewährleisten direkten Kontakt zur Basis in den Stadtbezirken und in den Flächenbezirken der Diaspora, d. h. sie leistet auch gesellschaftliche Diakonie. Die Bildungswerke haben eigene Satzungen. Mitglieder sind die katholischen Kirchengemeinden, Verbände und Gemeinschaften des Bezirks. Die Mitglieder werden durch die ehrenamtlichen Bildungsbeauftragten vertreten. Mehrere hundert ehrenamtliche Bildungsbeauftragte und Mitglieder der Bildungsausschüsse leisten den überwiegenden Teil der Arbeit und des Engagements. Sie erfahren inhaltliche, pädagogische und finanzielle Unterstützung, auf Wunsch auch Beratung und Begleitung durch das pädagogisch ausgebildete Personal in den Bezirksbildungswerken.
Die Bezirksbildungswerke haben ihren Sitz an den vier Standorten:
| Frankfurt                                                           | Hadamar                                                                   | Montabaur                                                              | Wiesbaden                                                                      |
| ------------------------------------------------------------------- | ------------------------------------------------------------------------- | ---------------------------------------------------------------------- | ------------------------------------------------------------------------------ |
| KEB Bildungswerk Frankfurt Haus am Dom Domplatz 3 60311 Frankfurt   | KEB Bildungswerk Wetzlar-Lahn-Dill-Eder Franziskanerplatz 3 65589 Hadamar | KEB Bildungswerk Westerwald-Rhein-Lahn Auf dem Kalk 11 56410 Montabaur | KEB Bildungswerk Rheingau Roncalli-Haus Friedrichstr. 26–28 65185 Wiesbaden    |
| KEB Bildungswerk Main-Taunus Haus am Dom Domplatz 3 60311 Frankfurt | KEB Bildungswerk Limburg Franziskanerplatz 3 65589 Hadamar                |                                                                        | KEB Bildungswerk Wiesbaden Roncalli-Haus Friedrichstr. 26–28 65185 Wiesbaden   |
| KEB Bildungswerk Hochtaunus Haus am Dom Domplatz 3 60311 Frankfurt  |                                                                           |                                                                        | KEB Bildungswerk Untertaunus Roncalli-Haus Friedrichstr. 26–28 65185 Wiesbaden |

Die Katholische Erwachsenenbildung ist in den Bezirken des Bistums Limburg durch eine hauptamtliche und eine ehrenamtliche Struktur vertreten. Derzeit (2017) sind sechs hauptamtliche Leiter, z. T. mit Unterstützung theologischer Referenten, angestellt. Sie sind Mitglied der Vorstände der von ihnen geleiteten Bildungswerke. Den Vorsitz übernimmt satzungsgemäß immer ein gewähltes, ehrenamtlich tätiges Vorstandsmitglied.

## Diözesanbildungswerk Mainz

### Bedeutung
Katholische Erwachsenenbildung habe „keine Vorbedingungen an Glaube oder Kirchenmitgliedschaft zu stellen“ und unterscheide sich damit von der Katechese. (Heidenreich, 1997) Sie habe sich über Kirchen- und Gemeindegrenzen hinweg an alle Menschen zu wenden; das sei zunächst Voraussetzung der staatlichen Förderung. Vor allem aber sei die gesellschaftsdiakonische Haltung und der Auftrag gem. Pastoralkonstitution des II. Vaticanums „Gaudium et Spes“ maßgebend: „Freude und Hoffnung, Trauer und Angst der Menschen von heute, besonders der Armen und Bedrängten aller Art, sind auch Freude und Hoffnung, Trauer und Angst der Jünger Christi.“ Angebote der katholischen Erwachsenenbildung haben einen Bezug zum jeweiligen sozialen und zeitlichen Kontext, stützen das Individuum und seien identitätsfördernd. Erwachsenenbildung in kulturell-diakonischem Verständnis bilde eine „Naht- und Scharnierstelle“ zwischen Gesellschaft und Kirche. Beide seien kultureller Diakonie bedürftig, wenn „kulturelle Defizite ‚ihre Zeitgenossenschaft und Glaubwürdigkeit beeinträchtigen’“.

### Aufgabe
In den Gemeinden engagieren sich Ehrenamtliche als Bildungsbeauftragte. Sie bilden ein dichtes Mitarbeiternetz und gewährleisten flächendeckende Präsenz der katholischen Erwachsenenbildung. Die Vielzahl der Programme in den Gemeinden ist ihre große Leistung. Sie werden von Hauptamtlichen beraten, unterstützt und mit sachlichen und finanziellen Ressourcen versehen. Subsidiär machen diese auch eigene Angebote. Die Angebote der Bildungswerke reichen von Alphabetisierungs- über Gemeindecaritasleiterkursen oder Seminaren für pflegende Angehörige bis zu theologischen, politischen, pädagogischen, historischen Themen oder Literaturwerkstätten. Die meisten Teilnehmenden entschieden sich für Geisteswissenschaften/Pädagogik/Theologie. Geschichte/Politik/Zeitgeschehen wiesen mehr als 11 % der Gesamtzahl der Teilnehmenden aus. Die Zahl der örtlichen Bildungswerke stieg von 166 i.J. 1969 bis auf rund 360.

### Geschichte

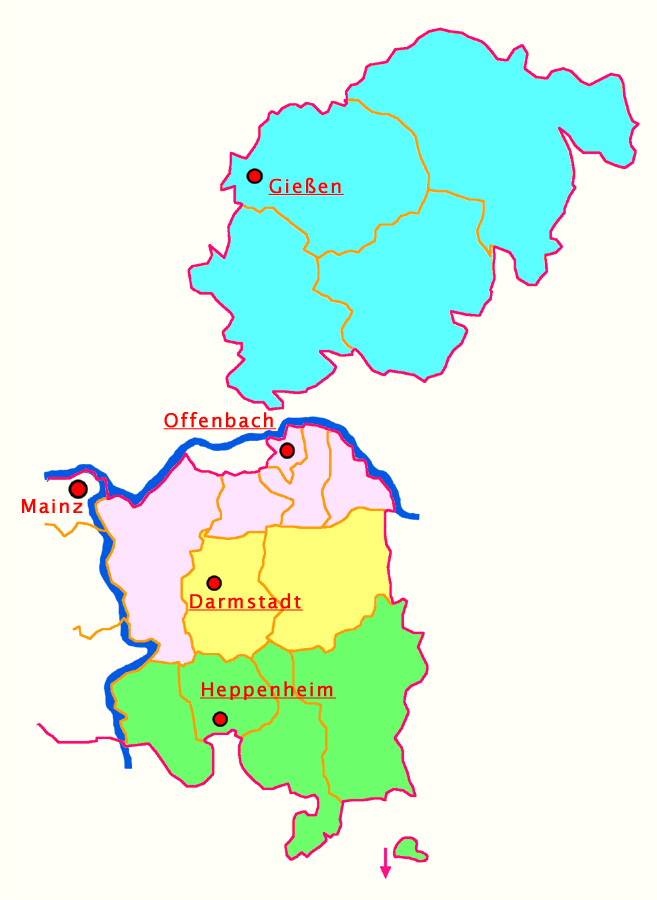
Die vier hessischen Regionen des Diözesanbildungswerkes Mainz mit Sitz in Gießen, Offenbach, Darmstadt und Heppenheim

Das Bildungswerk des Bistums Mainz wurde mit Einrichtung eines Referats für Erwachsenenbildung am 1. Mai 1963 gegründet. Helmut Hanschur wurde Leiter. Im September folgte die Eröffnung des Ketteler-Hauses in Mainz als Haus der Erwachsenenbildung. Irene Willig trat im Herbst 1964 ihren Dienst als erste hauptamtliche Referentin an. Mit ihren „Glaubensgesprächen für erwachsene Christen“ erzielte sie „einen unerwarteten Erfolg“. Eine Aufgabe u. a. der 1968 erstmals gewählten Pfarrgemeinderäte war die Erwachsenenbildung. Ihre Bildungsbeauftragten und Sachausschüsse Erwachsenenbildung leisten seitdem in jeder Pfarrei ehrenamtliche Arbeit auf diesem Aufgabenfeld. Das Dezernat Weiterbildung wurde 1973 mit vier Abteilungen gebildet. Weihbischof Rolly leitete es von Beginn bis zu seiner Emeritierung. Im November 1973 verabschiedete der Pastoralrat einen Entwicklungsplan für die Erwachsenenbildung, fünf Stellen für Bildungsreferenten wurden eingerichtet. Im folgenden Jahr wurden Kreis-Arbeitsgemeinschaften für Erwachsenenbildung gebildet, im Land Hessen trat das „Gesetz zur Förderung von Einrichtungen der Erwachsenenbildung“ in Kraft. Das Diözesanbildungswerk Mainz wurde staatl. anerkannt und gefördert. Hartmut Heidenreich war seit 1992 Direktor des Bildungswerks des Bistums Mainz. Bistumsweite Schwerpunktthemen für die Erwachsenenbildung werden seit 1995 benannt. Weihbischof Rolly emeritierte 2003. Bis 2019 leitet Domkapitular Jürgen Nabbefeld das Dezernat, danach Gereon Geissler. Seit 2017 steht Elisabeth Eicher dem Bildungswerk vor, das seit 2022 unter dem Namen „Katholische Erwachsenenbildung (KEB) Bistum Mainz“ firmiert.

### Regionen in Hessen
| KEB Südhessen Laudenbacher Tor 2 64646 Heppenheim Schwerpunkt: Kultur und Geschichte Leitung: Jan Turinski \|\| KEB Bildungszentrum nr30 Nieder-Ramstädter Str. 30 64283 Darmstadt Schwerpunkt: Mediation und Menschenbildung Leitung: Sabine Gahler \|\| KEB Mainlinie Nieder-Ramstädter Str. 30 64283 Darmstadt Schwerpunkt: Interreligiöses Lernen und interreligiöser Dialog Leitung: Sebastian Knapp \|\| KEB Oberhessen Nordanlage 51 35390 Gießen Schwerpunkt: Digitalität und Ethik Leitung: Sirin Bernshausen |

## Haus am Maiberg in Heppenheim (geschlossen Ende 2022)

### Bedeutung
Benedikt Widmaier schreibt: „Unsere Gesellschaft braucht Orte, an denen Zivilcourage eingeübt, Streitkultur und demokratische Diskurse jenseits politischer Tagesdebatten gepflegt werden, Inseln gelebter Demokratie und Orte der Vermittlung von Demokratiekompetenz.“ Im Haus am Maiberg war seit Gründung des „Erwachsenenbildungsheims“ die katholische Soziallehre der rote Faden der Arbeit. Mit katholisch-sozial orientierter politischer Bildung, internationaler Begegnung der Jugend und beruflicher Weiterbildung wurden Beiträge für Verständnis und Akzeptanz in Europa geleistet.

### Aufgabe
Den Teilnehmern sollten Kenntnisse über politische und gesellschaftliche Themen vermittelt werden, um ihnen „Orientierung für ihre eigene Urteilsbildung anzubieten und sie zur Partizipation am politischen Leben … zu befähigen.“ Die Themen „Arbeit“, als eine die Identität des Menschen bestimmende Quelle, „Europa“ und „Medien“ sind die Schwerpunkte des Bildungsprogramms. Interkulturelles Lernen, Geschlechtergerechtigkeit (Gender – Mainstreaming) und der Dialog der Generationen waren dabei sowohl wichtige Themen als auch grundlegende Prinzipien der Bildungspraxis. Dementsprechend richtete sich das Bildungsangebot an alle Interessierte, unabhängig von politischer, weltanschaulicher, religiöser und kultureller Zugehörigkeit.
Die Angebote der Akademie und des Tagungshauses waren seit 2005 ohne Unterbrechung nach LQW (Lernerorientierte Qualität in der Weiterbildung) zertifiziert.

### Geschichte

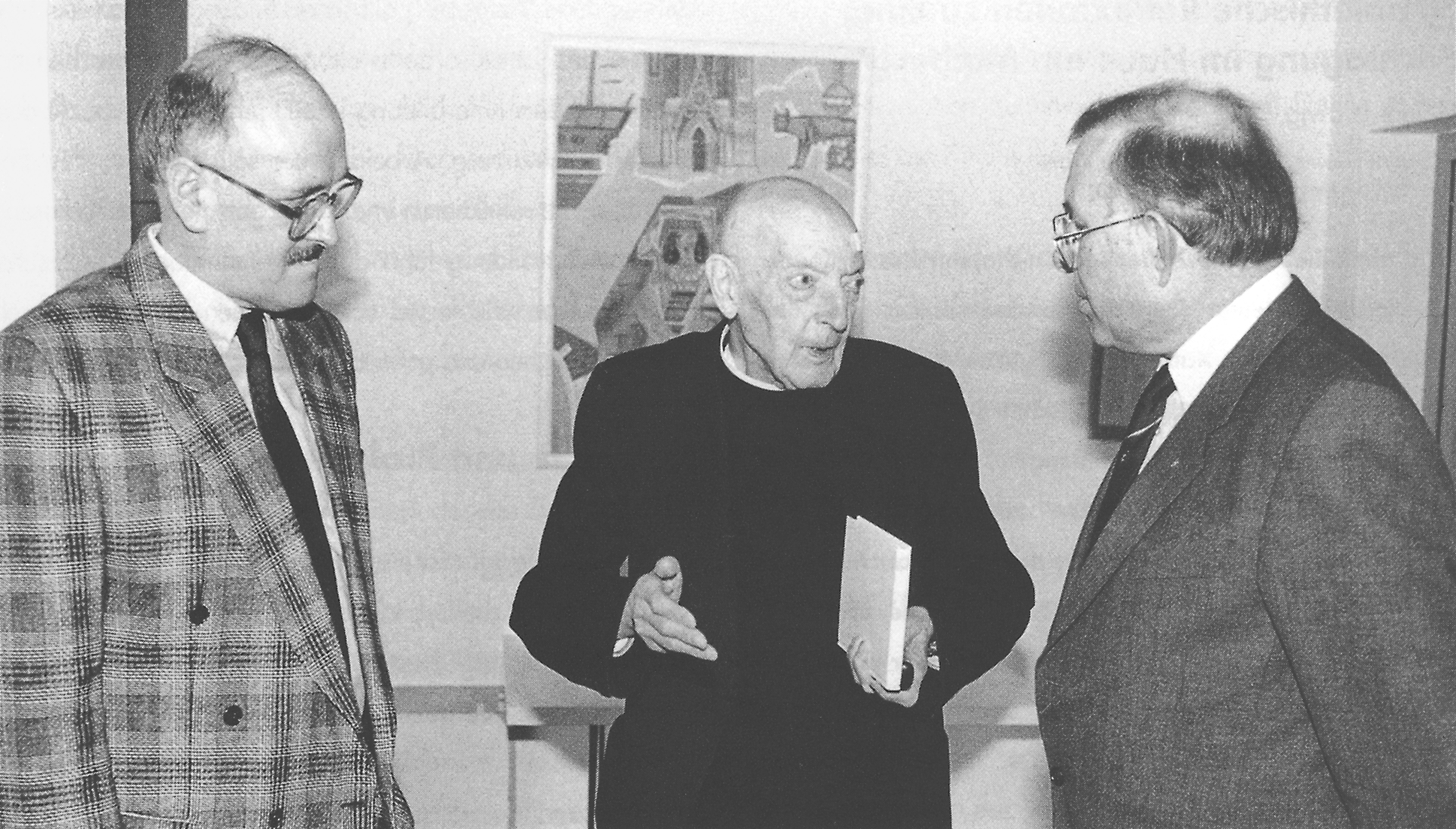
Pater Oswald von Nell-Breuning mit Prof. Heiner Ludwig (links) und Karl Nothof, KAB-Vorsitzender (rechts) im Haus am Maiberg

Der Mainzer Bischof Albert Stohr (1935–1961) bat 1954 die „United States Army, Europe“ um Freigabe des Hauses Widmer in Heppenheim. Es sollte als „Schulungsheim“ für die „religiös-sittliche Bildungsarbeit für Erwachsene“ genutzt werden. Der Bischof hatte überzeugt. Im ersten Prospekt des Hauses am Maiberg war zu lesen: „Ab 1. Oktober 1955 steht unser Haus allen zur Verfügung, die im Rahmen katholischer Bildungsarbeit und im Dienst der christlichen Sozial-, Staats- und Wirtschaftsethik Kurse und Tagungen veranstalten. Unser Haus wird geführt als ‚Erwachsenenbildungsheim’ …“ Wilhelm Holz leitete von September 1957 bis 1966 das Haus. Wilhelm Balke unterstützte ihn als Bildungsreferent ab 1959 und war ab 1966 Direktor des Hauses am Maiberg. In den 1960er Jahren wurde die Bildungsstätte erweitert. Die Baumaßnahmen endeten 1969 mit dem Neubau einer Kapelle. Heiner Ludwig war ab 1990 Direktor des Hauses am Maiberg. Er etablierte mit anderen Sozialethikern das „Forum politische Ethik“ und verhalf den „Heppenheimer Soziallehretagen“ zu neuem Aufschwung („Heppenheimer Appell“ zur Deutschen Einheit von 1991). Mit Weihbischof Wolfgang Rolly betrieb Heiner Ludwig die Pläne für die Sanierung und Modernisierung des Hauses von 1996 bis zur Fertigstellung 1998 konsequent weiter. Er rief 1991 Benedikt Widmaier als Jugendbildungsreferent in das Haus. Im März 1998 eröffnete Bischof Karl Kardinal Lehmann das Haus als „Akademie für politische und soziale Bildung der Diözese Mainz“. Er betonte, dass Kirche politische und soziale Bildungsarbeit als einen genuinen Auftrag versteht. Lehmann ernannte Benedikt Widmaier zum ersten Direktor der Akademie. Zum 31. Dezember 2022 wurde das Haus seitens des Bistums geschlossen.

## Katholische Erwachsenen- und Familienbildung im Erzbistum Paderborn
Die Katholische Erwachsenen- und Familienbildung ist die Dachorganisation der Bildungsarbeit und kooperiert mit Bildungswerken in den 19 Dekanaten, Pfarrgemeinden, Pastoralverbünden und kirchlichen Verbänden. Sie ist als Träger der Weiterbildung staatlich anerkannt und gefördert.

### Katholische Bildungsarbeit im Dekanat Waldeck
Das Dekanat Waldeck erstreckt sich aus Nordrhein-Westfalen über ein Teilgebiet des Landkreises Waldeck-Frankenberg.
Die Katholische Bildungsstätte (KBS) Arnsberg ist für sechs Dekanate Anlaufstelle in Sachen katholischer Erwachsenen- und Familienbildung. Diese umfassen 225 Kirchengemeinden von Hamm und Iserlohn bis Bad Wildungen in Hessen. Die KBS fördert die kirchliche Bildungsarbeit in diesem Gebiet durch die Zusammenarbeit mit Kirchengemeinden und Pastoralverbünden, vor allem aber mit den örtlichen Dekanatsbildungswerken.